# Николае Милеску
Николае Милеску Спътару (на румънски: Nicolae Milescu Spătaru; на руски: Николай Гаврилович Милеску-Спафарий) е руски дипломат и учен с румънски произход, полиглот, владеещ девет езика: румънски, латински, гръцки, турски, руски, италиански, китайски, френски и шведски.

## Произход и младежки години (1636 – 1653)
Роден е през 1636 година в село Милещ, в пределите на тогавашното Молдовско княжество (днес в окръг Васлуй, Румъния), в семейство на молдавски болярин. Баща му е грък, по произход от областта Лакония, на име Гавраил.
Учи в Константинопол и Падуа (Италия). През 1659 г. прибавя към името си допълнителна фамилия Спътару (спътар е военна длъжност в Молдова, а след това и във Влахия; думата произхожда от „spadă are“, в превод имащ меч, мечоносец).

## Дипломатическа кариера в Европа (1653 – 1671)
От 1653 до 1671 г. е на държавна служба при молдовските и влашките владетели, като изпълнява дипломатически поръчения в Константинопол, Стокхолм, Париж. Ярък поддръжник е на сближаването на Молдова с Русия.
От 1660 до 1664 г. е „капукехая“ (дипломатически представител) на влашкия владетел пред Османската империя. След 1664 г. пътува до Берлин и Щецин, където по онова време е в изгнание бившият молдовски владетел Георге Щефан, изпаднал в немилост пред Османската Порта. Като негов дипломатически агент през 1666 г. Милеску се отправя за Стокхолм, където се среща с посланика на Франция и обсъжда с него научни проблеми, а през 1667 заминава за Париж и получава аудиенция при крал Луи XIV. Във Франция Милеску публикува на латински език книгата си „Енкиридион“ за православната религия.
След завръщането си в Молдова участва в заговор против тогавашния управител на страната, след провала на заговора е дамгосан на носа (поради което получава прозвището „Сârnul“ – Чипонос) и заминава за Влахия. Там е назначен от владетеля Григоре I Гика за влашки резидент в Константинопол, а от там се прехвърля в Бранденбург, където немски лекар частично му оправя носа.

## Пребиваване в Русия (1671 – 1708)
През 1671 г. е изпратен от йерусалимския патриарх Доситей в Москва и остава в Русия до края на живота си. От 1672 г. служи като преводач в Посолския приказ (министерство). Автор е на редица трудове с исторически и богословски характер. Същата година издава първия учебник по аритметика „Арифмологион“, който написва като учебно пособие за децата на придворните и на тогавашния „външен министър“ на цар Алексей Михайлович – Артамон Сергеевич Матвеев (1625 – 1682).

### Посолска мисия в Китай (1675 – 1678)
През 1675 г. е натоварен да ръководи първото руско посолство в Китай. Експедицията е щателно подготвена. Милеску получава сведения за по-старите руски пътувания до Китай, вариантите за пътуване, съпроводени с необходимите чертежи, информация за Япония, Индия и близките до тях земи. Към посолството са назначени топографите Никифор Венюков и Иван Фаворов, на които е предоставена астролабия за определянето по пътя на географското положение на някои пунктове, няколко руски дворяни и лица, запознати с минералогията, ботаниката и медицината. Освен основната задача да изглади недоразуменията по границата па р. Амур и да завърже търговски отношения с Китай, Милеску е длъжен да състави обстоятелствено описание на новите руски владения в Задбайкалието и по Амур, а също и на граничните с тях страни.
Цялата група наброяваща около 150 души, включително и охраната, напуска Москва на 3 март 1675 г. Руското посолство преминава огромен път: Москва – Вологда – Великий Устюг – Соликамск – Тоболск – Нарим – Енисейск – Ангара – Байкал – устие на река Уда – Яблонови планини – река Ингода – река Шилка – Нерчинск – река Аргун – река Нунцзян, като достигат Пекин на 15 май 1676 г. За разлика от предишните посланици Милеску сериозно се заема с изучаването на китайски език, което му позволява да събере много ценна информация за Китай. Още в Енисейск Милеску изпраща напред към Пекин отряд начело с Игнатий Милованов, който да съобщи на китайските власти за целите на руската дипломатическа мисия и за времето на пристигането ѝ в китайската столица.
В своя пътен дневник Милеску дава подробно и общо взето вярно описание на средното течение на Об, притоците му Иртиш и Кет, а също и река Ангара. Негово е първото географско подробно описание на езерото Байкал, като указва голямата му дълбочина. Изброява всички вливащи се в него реки, в т.ч. Селенга, Баргузин, Горна Ангара, описва остров Олхон в езерото. След като обобщава сведенията от всички пътешественици преди него, прави първата (но невярна) орографска схема на Източен Сибир, като посочва съществуването на „велик хребет“ от Байкал до Охотско море. Дава първото описание на река Амур, като я счита не само за най-голямата река в Сибир, но и в целия свят. Правилно показва, че реката се образува от сливането на реките Аргун и Шилка. Отбелязва и редица притоци на реката, в т.ч. – Сунгари. Неговите материали впоследствие са широко използвани от йезуитите, проявяващи интерес към Китай.
Мисията се среща в Пекин с немския астроном Фердинанд Вербийст, който преподава на китайския император астрономия и математика и Милеску обсъжда с него научни проблеми.
На 1 септември 1676 г. посолството тръгва обратно от Пекин и се завръща в Москва през януари 1678 г. След завръщането си от Китай Милеску предоставя в Посолския приказ своя дневник под заглавието: „Книга, а в ней писано путешествие царства Сибирского от города Тобольска и до самого рубежа государства Китайского..“ и книгите „Путевые заметки“ и „Описание Китая“.

### Следващи години (1678 – 1708)
През следващите години Милеску участва в преговорите на Русия с Молдова и Влахия. През 1684 г. е посредник в преговорите на Молдова с Русия за освобождаване на княжеството от османска зависимост.
Участва в Азовския поход на Петър I през 1695 г. Умира в Москва на 72-годишна възраст през 1708 г.

## Потомци
Внук на Николае Милеску е Юрий Стефанович Милеску, който емигрира в Русия заедно с Димитрие Кантемир през 1711 г. след неудачния поход на Петър I в Дунавските княжества.
Неговият син си сменя фамилията на Мечников, а негови потомци са носителят на нобелова награда Иля Илич Мечников и брат му Лев Илич Мечников.

## Трудове
- „Восточная звезда“, Париж, 1699
- „Арифмологион“, Чудов, 1672
- „Книга, а в ней описано путешествие через Сибирь от города Тобольска до самой границы с Китаем“, М., 1675
- „Статейный список“, М., 1677
- „Описание первой части мира, называемой Азия, в которой находится Китайское государство с остальными городами и провинциями“, М. 1677